# تادئوش برادتسکی
تادئوش برادتسکی (لهستانی: Tadeusz Bradecki؛ ‏ ۲ ژانویهٔ ۱۹۵۵ – ۲۴ ژانویهٔ ۲۰۲۲) بازیگر، کارگردان نمایش، کارگردان فیلم و نمایشنامه‌نویس اهل لهستان بود.
از فیلم‌ها یا برنامه‌های تلویزیونی که وی در آن نقش داشته‌است، می‌توان به ژنرال نیل، خط تأخیر، زندگی برای زندگی: ماکسیمیلیان کلبه، هر کجا که باشی، برادر الهی ما، بازدید، مکمل، وضعیت تملک، عنصر نامطلوب، مرشد و مارگاریتا، کارول: مردی که پاپ شد، فهرست شیندلر، سالی از خورشید خاموش، پایانی نیست، مرشد و مارگاریتا و زندگی به مثابه بیماری آمیزشی مرگبار اشاره کرد.